# Maurice Tourneur

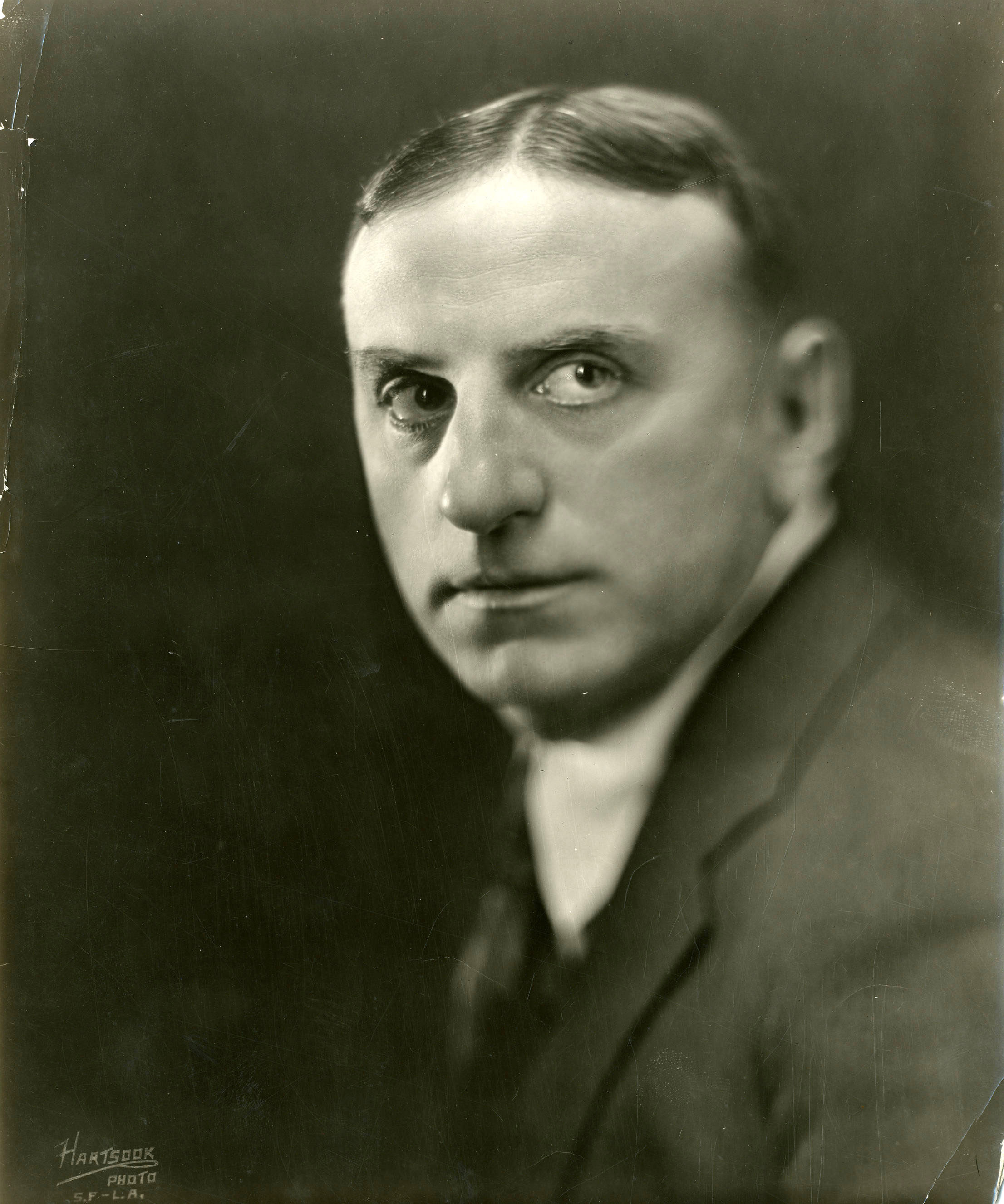
En 1920. Foto de Fred Hartsook.

Maurice Tourneur (2 de febrero de 1876-4 de agosto de 1961) fue un director, guionista y productor cinematográfico francés.

## Biografía
Hijo de un mayorista, su verdadero nombre era Maurice Félix Thomas, nació en París, Francia. Siendo joven, Maurice Thomas se preparó para trabajar como diseñador gráfico e ilustrador, pero pronto se vio atraído por el teatro. En 1904 se casó con la actriz Fernande Petit, con la que tuvo un hijo, Jacques Tourneur (1904-1977), que seguiría los pasos de su padre en la industria cinematográfica.
Con el nombre artístico de Maurice Tourneur, inició su carrera desempeñando papeles teatrales de reparto y actuando en giras por Inglaterra y América del Sur formando parte de la compañía de la actriz Gabrielle Réjane. Más adelante entró en contacto con la joven industria cinematográfica, empezando a trabajar en 1911 como ayudante de dirección de la compañía Éclair. Tourneur aprendía con facilidad y se distinguió por sus innovaciones, por lo que en poco tiempo dirigía sus propios filmes, en los cuales actuaban grandes estrellas francesas de la época como Polaire.
En 1914, con la expansión que las productoras cinematográficas francesas llevaron a cabo en el mercado de los Estados Unidos, Tourneur fue a Nueva York a dirigir filmes mudos para la filial de Éclair en Fort Lee (Nueva Jersey). Posteriormente pasó a la compañía de William A. Brady World Film Company, para la cual dirigió importantes largometrajes como The Wishing Ring, Alias Jimmy Valentine, The Cub (la única actuación en el cine de Martha Hedman) y Trilby, este último con Clara Kimball Young y Wilton Lackaye. En poco tiempo Maurice Tourneur llegó a ser una respetada figura del cine estadounidense y miembro fundador de la rama de la Costa Este de la Motion Picture Directors Association. A la evolución del cine durante los años 1910, él y su equipo (el guionista Charles Maigne, el director artístico Ben Carré, y los directores de fotografía John van den Broek y Lucien Andriot) contribuyeron gracias a su excepcional destreza técnica y a una sensibilidad gráfica única en sus producciones, dando a sus películas una personalidad visual que consiguió el aplauso de la crítica.
Tourneur admiraba a D.W. Griffith, y consideraba que el nivel interpretativo de los actores estadounidenses de la época era superior al de sus colegas europeos. De las actrices con las que trabajó, él consideraba a Mary Pickford la más destacada actriz cinematográfica mundial, y creía que la artista teatral Elsie Ferguson era una brillante intérprete. Sin embargo, Tourneur era opuesto al sistema de estrellato desarrollado por Carl Laemmle para acelerar la carrera de Florence Lawrence.

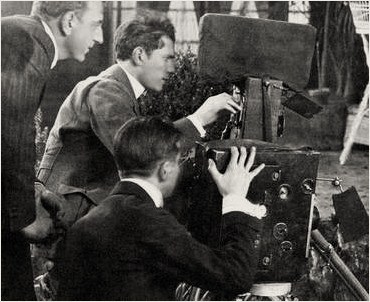
Maurice Tourneur con Lucien Andriot y John van den Broek en el plató de The Poor Little Rich Girl (1917)

Tras dirigir varios innovadores filmes para la empresa de Adolph Zukor Artcraft Pictures Corporation (estrenados por Paramount Pictures) en 1917 y 1918, Tourneur lanzó su propia productor con la cinta Sporting Life. En 1921 se nacionalizó ciudadano de los Estados Unidos, y en 1922 consideraba que el futuro de la industria del cine se encontraba en Hollywood, por lo que al siguiente año fue contratado por Samuel Goldwyn para rodar en la Costa Oeste una versión de una novela de Hall Caine, The Christian.  Sin embargo, la carrera de Tourneur en los Estados Unidos se resintió en los años 1920, ya que su pictorialismo a veces entorpecía la narrativa de sus últimas películas. Además, en 1923 se separó de su mujer. Como consecuencia de todo ello, en 1928 fue apartado del rodaje de la película de Metro-Goldwyn-Mayer The Mysterious Island, basada en la obra de Julio Verne, lo cual supuso el final de su carrera en Estados Unidos. 
Tras sus problemas con MGM, Tourneur decidió volver a Europa. Allí siguió dirigiendo, tanto en su Francia natal como en Alemania, superando con facilidad la transición al cine sonoro. En 1933 conoció a su segunda esposa, la actriz Louise Lagrange (1898-1979), mientras rodaba L'Homme mystérieux. Tourneur dirigió otras dos docenas de filmes, varios de los cuales eran del género criminal, hasta que en 1949 sufrió un accidente de tráfico en el que perdió una pierna. La mala salud y la edad le impidieron volver dirigir, pero se mantuvo ocupado pintando y traduciendo novelas detectivescas del inglés al francés. 
Maurice Tourneur falleció en París, Francia, en 1961. Fue enterrado en el Cementerio del Père-Lachaise de París. 
Por su dedicación a la industria cinematográfica, a Tourneur se le dedicó una estrella en el Paseo de la Fama de Hollywood, en el 6243 de Hollywood Boulevard.

## Filmografía

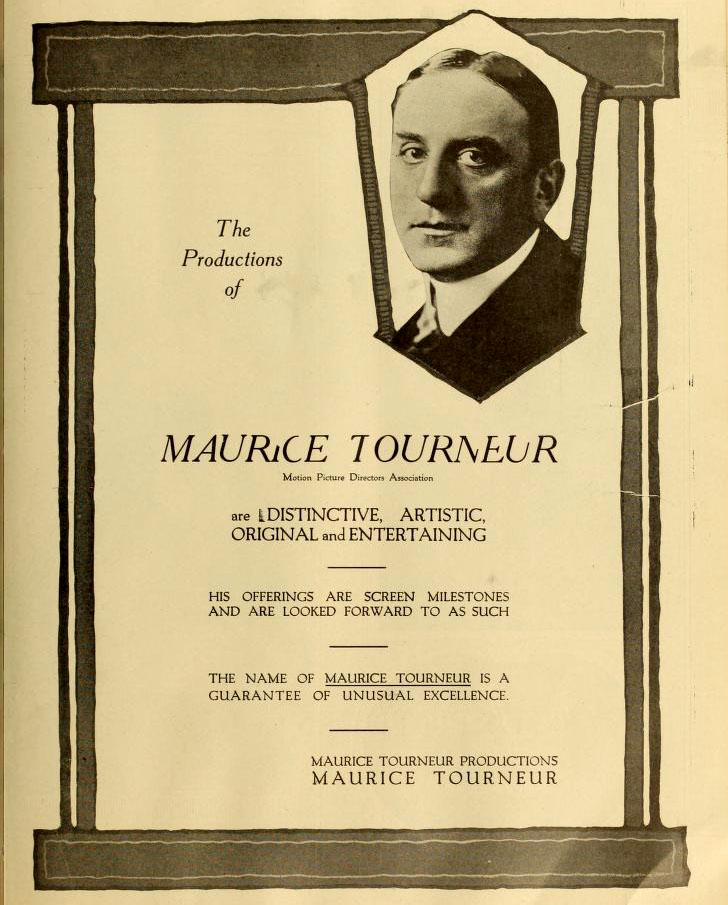
Publicidad (1919)

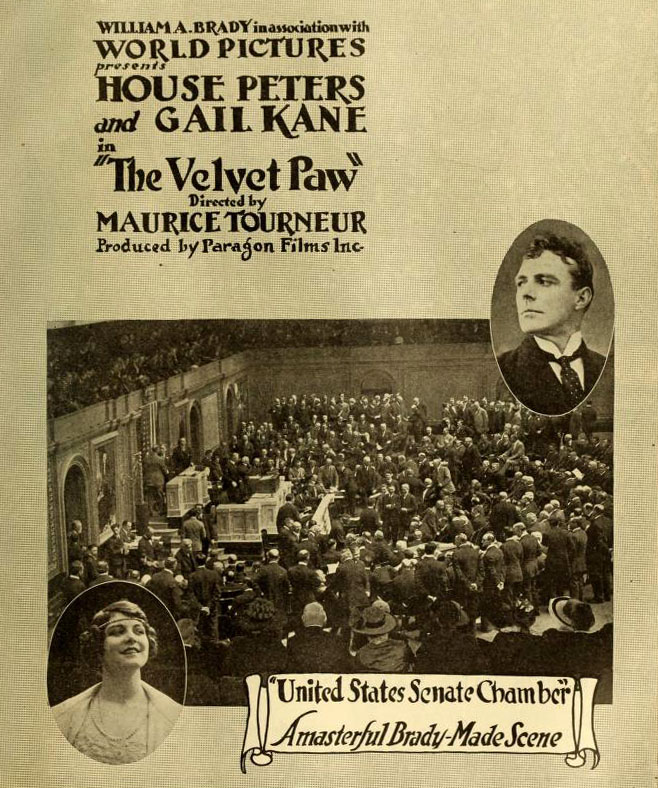
The Velvet Paw (1916)

### Director
| - Mademoiselle 100 millions (1913) - Les Ruses de l'amour (1913) - Le Dernier Pardon (1913) - Le Camée (1913) - La Dame de Monsoreau (1913) - La Bergère d'Ivry (1913) - Jean la Poudre, codirigida con Emile Chautard (1913) - Les Gaîtés de l'escadron, codirigida con Joseph Faivre (1913) - Le Système du docteur Goudron et du professeur Plume (1913) - Rouletabille II: La dernière Incarnation de Larsan (1913) - Figures de cire (1914) - Le Friquet (1914) - Le Puits mitoyen (1914) - Soeurette (1914) - Monsieur Lecoq (1914) - Le Corso rouge (1914) - Mother (1914) - Man of the Hour (1914) - The Wishing Ring: An Idyll of Old England (1914) - The Pit (1914) - Alias Jimmy Valentine (1915) - The Cub (1915) - The Ivory Snuff Box (1915) - Trilby (1915) - A Butterfly on the Wheel (1915) - Pawn of Fate (1916) - The Hand of Peril (1916) - The Closed Road (1916) - The Rail Rider (1916) - The Velvet Paw (1916) - The Pride of the Clan (1917) - A Girl's Folly (1917) - The Poor Little Rich Girl (1917) - The Whip (1917) - The Undying Flame (1917) - Law of the Land (1917) - Barbary Sheep (1917) - Exile (1917) - The Rise of Jennie Cushing (1917) - Rose of the World (1918) - The Blue Bird (1918) - Prunella (1918) - A Doll's House (1918) - Sporting Life (1918) - Woman (1918) - The White Heather (1919) - The Life Line (1919) - The Broken Butterfly (1919) - Victory (1919) - My Lady's Garter (1920) | - Treasure Island (1920) - The White Circle (1920) - The Great Redeemer, codirigida con Clarence Brown (1920) - The County Fair, codirigida con Edmund Mortimer (1920) - Deep Waters (1920) - The Last of the Mohicans, codirigida con Clarence Brown (1920) - The Bait (1921) - The Foolish Matrons, codirigida con Clarence Brown (1921) - Lorna Doone (1922) - The Brass Bottle (1923) - The Christian (1923) - While Paris Sleeps (1923) - The Isle of Lost Ships (1923) - Jealous Husbands (1923) - Torment (1924) - The White Moth (1924) - Never the Twain Shall Meet (1925) - Sporting Life (1925) - Clothes Make the Pirate (1925) - Old Loves and New (1926) - Aloma of the South Seas (1926) - L'équipage (1928) - Das Schiff der verlorenen Menschen (1929) - The Mysterious Island, codirigida con Benjamin Christensen y Lucien Hubbard (1929) - Accusée... levez-vous! (1930) - Maison de danses (1931) - Partir (1931) - Au nom de la loi (1932) - Les Gaietés de l'escadron (1932) - Lidoire (1933) - L'Homme mystérieux (1933) - Les Deux Orphelines (1933) - Le Voleur (1933) - Justin de Marseille (1935) - Koenigsmark (1935) - Samson (1936) - Avec le sourire (1936) - Le Patriote (1938) - Katia (1938) - Volpone (1941) - Péchés de jeunesse (1941) - Mam'zelle Bonaparte (1942) - La main du diable (1943) - Le Val d'enfer (1943) - Cécile est morte! (1944) - Après l'amour (1948) - Impasse des Deux Anges (1948) |

### Productor
| - The Hand of Peril, de Maurice Tourneur (1916) - The Closed Road, de Maurice Tourneur (1916) - Sporting Life, de Maurice Tourneur (1918) - Woman, de Maurice Tourneur (1918) - The White Heather, de Maurice Tourneur (1919) - The Life Line, de Maurice Tourneur (1919) - The Broken Butterfly, de Maurice Tourneur (1919) - Victory, de Maurice Tourneur (1919) - My Lady's Garter, de Maurice Tourneur (1920) | - Treasure Island, de Maurice Tourneur (1920) - The Great Redeemer, de Maurice Tourneur y Clarence Brown (1920) - The Last of the Mohicans, de Maurice Tourneur y Clarence Brown (1920) - The Foolish Matrons, de Maurice Tourneur y Clarence Brown (1921) - Lorna Doone, de Maurice Tourneur (1922) - The Brass Bottle, de Maurice Tourneur (1923) |

### Guionista
| - La Dame de Monsoreau, de Maurice Tourneur (1913) - Jean la Poudre, de Maurice Tourneur y Emile Chautard (1913) - Les Gaîtés de l'escadron, de Maurice Tourneur y Joseph Faivre (1913) - La Dernière Incarnation de Larsan, de Maurice Tourneur (1913) - Le Friquet, de Maurice Tourneur (1914) - Soeurette (1914) - Monsieur Lecoq, de Maurice Tourneur (1914) - Mother, de Maurice Tourneur (1914) - Man of the Hour, de Maurice Tourneur (1914) | - The Wishing Ring: An Idyll of Old England, de Maurice Tourneur (1914) - Alias Jimmy Valentine, de Maurice Tourneur (1915) - The Cub, de Maurice Tourneur (1915) - The Hand of Peril, de Maurice Tourneur (1916) - The Closed Road, de Maurice Tourneur (1916) - A Girl's Folly, de Maurice Tourneur (1917) - A Doll's House, de Maurice Tourneur (1918) - The Broken Butterfly, de Maurice Tourneur (1919) - Lorna Doone, de Maurice Tourneur (1922) |

### Actor
- A Girl's Folly, de Maurice Tourneur (1917)